# Liputan6.com
Liputan6.com è un sito web di notizie indonesiano. Fa parte della rete KapanLagi Youniverse. Originariamente era di proprietà della televisione SCTV (parte della società Surya Citra Media).
Il portale web è stato istituito nel 2000. Il nome del sito deriva dal nome del telegiornale Liputan 6 trasmesso dalla televisione SCTV.
Secondo la classifica Alexa Internet, Liputan6.com è uno dei siti web più visti in Indonesia. Secondo la pubblicazione The SAGE International Encyclopedia of Mass Media and Society, è uno dei siti di notizie più letti in Indonesia.